# Московский поход Деникина
Московский поход Деникина или Моско́вский похо́д ВСЮР — одна из военных операций во время гражданской войны в России, проводившаяся Вооружёнными Силами Юга России против РККА в июле 1919 года. Целью операции было взятие Москвы, что по мнению главнокомандующего ВСЮР А. И. Деникина должно было сыграть решающую роль в исходе войны и приблизить силы белых к окончательной победе.
События Московского похода ВСЮР условно делят на два этапа: наступление ВСЮР с 3 июля по 10 октября, и отражение контрнаступления сил Южного фронта РККА  с 11 октября по 18 ноября.

## Военно-стратегическая ситуация
К началу июля 1919 года обстановка на Южном фронте Гражданской войны складывалась решительно в пользу белогвардейцев. Немаловажную роль в этом сыграли антибольшевистские восстания (Вёшенское и «григорьевское») как последствия грабежей и террора на подконтрольной большевикам территории, вследствие чего советская власть в тылу Красной Армии де-факто держалась только в городах и в местах сосредоточения войск, в то время как остальная территория контролировалась многочисленными повстанческими атаманами и местным самоуправлением.

## Ход наступления

### Ранний этап. Июль-август 1919 года
В течение июля 1919 года армии ВСЮР по мере сил выполняли план Московской директивы. С середины месяца начались попытки РККА перейти в контрнаступление. Хотя эти попытки оказались безрезультатными, они всё же приостановили продвижение белых сил к Москве. Основные успехи были достигнуты на западном и юго-западном направлениях. На западе 31 июля войсками ВСЮР была взята Полтава. На юго-западе были разбиты силы красных в Северной Таврии и западнее Екатеринослава. Войска ВСЮР вышли к концу июля на линию Верхнеднепровск — Никополь — далее по Днепру. Кавказская армия 28 июля взяла Камышин и продвинулась севернее, а казачья дивизия Кавказской армии переправилась через Волгу, создав обширный плацдарм в районе Царицына. При этом Донская армия не только не смогла продвинуться вперед, но в ходе кровопролитных боёв, шедших с переменным успехом, несколько подалась назад, потеряла Лиски и Балашов и отошла за Дон.
Историк А. А. Немировский пишет, что наступательные операции ВСЮР в июле развивались напряжённо и медленно; ничего похожего на быстрое продвижение прошлого месяца (июня) не наблюдалось. Причинами этого он называет непрерывно притекавшие в РККА подкрепления, намного превышавшие численность пополнения у белых. Историк выделяет только две крупные наступательные операции: Полтавскую и Камышинскую. Для восточной половины фронта ВСЮР вторая половина июля была очень тяжела и, в сущности, показала бесперспективность дальнейшего наступления на направлении к линии Тамбов—Саратов.

### Исправленная директива. Август-сентябрь 1919 года
События первой декады августа 1919 года определяются упорным желанием Деникина выполнить первую часть Московской директивы (взять Балашов и Саратов). Но попытки Донской и Кавказской армий наступать на востоке от Дона окончательно захлебнулись. На западе Добровольческая армия, без особенного сопротивления развивая преследование разбитого в июле противника, достигла 11 августа линии Гадяч — Кременчуг — Знаменка — Елисаветград. Была обнаружена неожиданно низкая боеспособность западной части Южного фронта РККА. Это обусловило коррекцию боевого плана Деникина: не отменяя формально прежних задач Московской директивы на востоке, 12 августа Деникин отдал новую директиву, предусматривавшую немедленный переход Добровольческой армии и 3-го отдельного корпуса в общее наступление на запад, независимо от ситуации на других участках фронта. Создается Киевская группа войск генерала Бредова для наступления на Киев.
А. Немировский пишет, что основной целью Деникина в этот период по-прежнему являлось обеспечение широкого спрямлённого фронта для последующих действий на Москву, только на этот раз с уклоном к западу. Построение такого фронта дополнительно облегчалось хорошей перспективой соединения с поляками и создания с ними общей противобольшевистской линии.
18 августа рухнул фронт большевиков в Новороссии, силы красных в этом регионе (12-я армия) оказались окружены. 23-24 августа войска ВСЮР взяли Одессу, 31 августа — Киев.
Советские войска к середине августа из центрального Черноземья подготовили встречное наступление. Прорыв красных был ликвидирован к концу августа. Группа Селивачева потерпела полное поражение и отошла под общим натиском добровольцев на исходные позиции.
Кавказская армия разбила наступающие войска большевиков и отстояла Царицын; одновременно донцы переправились через Дон и потеснили большевиков к Хопру.

### Общее наступление. Сентябрь-октябрь 1919 года
Выявившееся к середине сентября полное поражение августовского наступления большевиков побудило Деникина отдать 12 сентября директиву о переходе ВСЮР в общее наступление.
А. Немировский пишет, что именно теперь должно было начаться выполнение Московской директивы как таковой: необходимый для этого широкий фронт в сочетании с инициативой в руках ВСЮР наконец имелись в наличии. Наступление должно было осуществляться по кратчайшему, центральному маршруту и проходить в два этапа: достижение рубежа (Днепр — во взаимодействии с поляками) — Брянск — Орёл — Елец и оттуда концентрическое наступление на Москву. На рубежах Дона и Царицына была занята стратегическая оборона. В течение 12 сентября — 19 октября план Деникина осуществлялся с исключительным успехом. Создавалось впечатление, что Южный фронт красных развалился. В особенности первые две недели наступления (12-24 сентября) были подлинным триумфом ВСЮР, которым практически не оказывалось сопротивления. На центральном направлении 17 сентября пали Сумы, Обоянь, Старый Оскол, 20-21 сентября добровольцы овладели Курском, 24 сентября пали Фатеж и Рыльск.
Большевики были близки к катастрофе и готовились к уходу в подполье. Был создан подпольный Московский комитет партии, правительственные учреждения начали эвакуацию в Вологду. 27 сентября Южный фронт был разделён на Южный и Юго-Восточный. 5-8 октября на II съезде РКСМ была объявлена комсомольская мобилизация на южный фронт.

## Контрнаступление РККА. Октябрь-декабрь 1919 года
С середины октября положение белых армий заметно ухудшилось. Тылы ВСЮР были разрушены рейдом повстанческой армии Махно, прорвавшей фронт белых в районе Умани, к тому же против махновцев пришлось снимать войска с фронта, а большевики сумели заключить перемирие с поляками, которые дошли до Березины (Деникин в переговорах с поляками отказался признать независимость Польши, и поэтому Пилсудский был против победы белогвардейцев), и с петлюровцами, высвободив силы для борьбы с Деникиным.
11 октября численно превосходящие силы красных, усиленные латышскими, эстонскими и китайскими национальными частями, перешли в наступление на орловско-курском направлении (62 тыс. штыков и сабель у красных против 22 тыс. у белых).
Первоначально необычайно ожесточённые бои в целом клонились к победе белых, и к исходу второй декады октября добровольцы занимали линию Новгород-Северский — Дмитровск — Орёл — Новосиль — южнее Ельца — Дон. Но, к этому времени наступление их всюду захлебнулось, а на линии Севск — Дмитровск — Кромы — Орёл они с трудом отбивали натиск противника.
В ожесточённых боях южнее Орла, шедших с переменным успехом, малочисленным частям Добровольческой армии к концу октября войска Южного фронта РККА (командующий А. И. Егоров) нанесли поражение, а затем стали теснить их по всей линии фронта. Зимой 1919−20 гг. деникинские войска оставили Харьков, Киев, Донбасс.

## Основные бои
- Конный рейд Мамантова (10 августа—19 сентября 1919)
- Августовское контрнаступление Южного фронта (1919) (14 августа—12 сентября 1919)
- Орловско-Кромская операция (11 октября—18 ноября 1919)
- Воронежско-Касторненская операция (13 октября—16 ноября 1919)
- Черниговская операция (17 октября—18 ноября 1919)
- Лиски-Бобровская операция (ноябрь 1919)

## Оценка похода
Критический разбор замысла белого командования был сделан командующим Южным фронтом А. И. Егоровым:

Теперь Деникин мог считать по внешним стратегическим признакам своё положение блестящим. Деникин, сидя в Царицыне, отдаёт свою пресловутую «Московскую директиву». Директива эта датирована 20 июня старого стиля (3 июля нового стиля)…Главный удар силами Добровольческой армии наносился по кратчайшему к Москве направлению, по тому историческому пути, по которому когда-то направлялись татарские набеги, а именно — по водоразделу между Доном и Днепром. Направление это было в общем принято верно и обеспечено от удара с запада… Показателем нереальности намерений Деникина являлась обширность театра. Директива охватывала своими задачами огромные пространства примерно в 800 000 кв. км. Рассчитывать в таких условиях на достижение конечной цели можно было бы только при условии поголовного втягивания всего населения в борьбу против советской власти или совершенного разложения армий красных как боевой силы… Из трёх основных элементов предпринимаемой операции — силы, пространство и противник — ничто не находилось в соответствии с предположениями директивы. С другой стороны, пренебрежение к важности промежуточных целей, и среди них в первую очередь — к занятию и обеспечению исходного положения, обрекло намеченную Деникиным операцию на гибель. Здесь следует заметить, что многими современниками вся цепь дальнейших событий и конечное поражение белых сил Юга представляется как нечто фатальное, неизбежное, не оставляющее никаких сомнений. Однако игра исторических сдвигов, нагромождение событий, причины, их обусловливающие, и следствия, из них вытекающие, становятся понятными только в известном историческом аспекте… Жизнь ставила задачи неслыханной трудности, и мы видим, как разрешение их нашей стратегией имело часто условный, а иногда и ложный характер. Следствия же таких неверных решений бывали очень близки к катастрофе.— Егоров А. И. Разгром Деникина. Глава 7.
При этом А. И. Егоров оценивал сложившуюся для большевиков осенью 1919 года стратегическую обстановку как тяжелейшую и отмечал, что «Поход на Москву» для войск Южного фронта нёс величайшую опасность.